# Брук (окръг)
Вижте пояснителната страница за други значения на Брук.
Окръг Брук (на английски: Brooke County) е окръг в щата Западна Вирджиния, Съединени американски щати. Площта му е 238 km², а населението – 23 853 души (2012). Административен център е град Уелсбърг.